# Wulf Dietrich Liestmann
Wulf Dietrich Liestmann (* 15. Juli 1937 in Duisburg) war ein deutscher Stahlmanager.

## Leben
Nach dem Abitur studierte Wulf Dietrich Liestmann Hüttenwesen an der Bergakademie Clausthal, wo er 1960 Mitglied des Corps Hercynia wurde. Nach Abschluss des Studiums trat er 1961 in die Mannesmann Hüttenwerke AG ein. 1963 wurde er mit einer in der Industrie angefertigten Dissertation von der Bergakademie Clausthal zum Dr.-Ing. promoviert. 1971 wurde er zum Bergchef der Stahlwerke und 1972 zum Leiter der Hauptabteilung Technik Hütten- und Röhrenwerke der Mannesmann AG ernannt. 1976 wurde er in den Werksvorstand der Mannesmann Hüttenwerke AG berufen und 1978 zu dessen Vorsitzenden ernannt. Von dort wechselte er 1980 in den Vorstand der Mannesmannröhren-Werke AG, dessen Vorsitz er ab 1981 innehatte. Von 1990 bis zu seiner Pensionierung war er Generalbevollmächtigter der Mannesmann AG in Düsseldorf. Von 1977 bis 1993 war Liestmann Mitglied der Vollversammlung der IHK Niederrhein, in deren Industrieausschuss er mitwirkte.

## Schriften
- Die Wasserstoffgehalte bei der Erzeugung von Sauerstoffaufblasstählen, 1963
- Die Wasserstoffgehalte bei der Erzeugung von Sauerstoffaufblas-Stählen, 1965 (zusammen mit Hans Vom Ende, Bericht des Stahlwerksausschusses des Vereins Deutscher Eisenhüttenleute Nr. 794)
- Kühlmittelberechnung für Sauerstoffaufblas-Schmelzen aus phosphorarmen und phosphorreichem Roheisen, 1965 (zusammen mit Hans Vom Ende, Bericht des Stahlwerksausschusses des Vereins Deutscher Eisenhüttenleute Nr. 797)
- Die Eisenverluste im Abgas bei der Erzeugung von Sauerstoffaufblas-Stählen, 1965 (zusammen mit Hans Vom Ende, Bericht des Stahlwerksausschusses des Vereins Deutscher Eisenhüttenleute Nr. 803)
- Metallurgische Untersuchungen an Sauerstoffaufblas-Schmelzen aus phosphorarmem Roheisen, 1966 (zusammen mit Hans Vom Ende und Friedrich Bardenheuer, Bericht des Stahlwerksausschusses des Vereins Deutscher Eisenhüttenleute Nr. 828)
- Beeinflussung und Wirkung des Schlackenschäumens beim Verblasen von phosphorarmem Roheisen im Sauerstoffaufblas-Konverter, 1966 (zusammen mit Hans Vom Ende, Bericht des Stahlwerksausschusses des Vereins Deutscher Eisenhüttenleute Nr. 829)
- Metallurgische Untersuchungen an Sauerstoffaufblas-Schmelzen aus phosphorreichem Roheisen, 1966 (zusammen mit Hans Vom Ende und Friedrich Bardenheuer, Bericht des Stahlwerksausschusses des Vereins Deutscher Eisenhüttenleute Nr. 831)
- Die Rundstranggießanlage der Mannesmannröhren-Werke AG, 1982